# Winfrith Newburgh
Winfrith Newburgh – wieś w Anglii, w hrabstwie Dorset, w dystrykcie (unitary authority) Dorset. Leży 12 km na wschód od miasta Dorchester i 177 km na południowy zachód od Londynu. W 2001 miejscowość liczyła 718 mieszkańców.